# Кокозей Володимир Миколайович
Володи́мир Микола́йович Кокозей (* 1953) — доктор хімічних наук (1994), професор (1999); лауреат Державної премі України в галузі науки і техніки (1995).

## З життєпису
Народився 1953 року в місті Київ. 1977 року закінчив Київський уківерситет, де відтоді й працював. З 1988 року — завідувач науково-дослідницької лабораторії синтезу неорганічних сполук і матеріалів для нової техніки. Від 2006 року — завідувач міжфакультетної науково-дослідницької лабораторії біологічно активних речовин, водночас протягом 1997—2006 років — заступник декана хімічного факультету з наукової роботи.
Напрям наукових досліджень — прямий синтез координаційних сполук.
Розробив оригінальні методики синтезу гетерометалічних комплексів безпосередньо з металів чи їхніх оксидів.
Як педагог підготував 15 кандидатів наук.
Нагороджений медаллю РАН ім. Л. О. Чугаєва (2003), почесною грамотою ВР України (2004).
Є автором приблизно 400 наукових праць, серед них — 2 монографії, зареєстровано 102 авторські свідоцтва й патенти.